# Кузмоловски
Кузмоловски (рус. Кузьмоловский) насељено је место са административним статусом варошице (рус. посёлок городского типа) на северозападу европског дела Руске Федерације. Налази се на северозападу Лењинградске области и административно припада Всеволошком рејону.
Према проценама националне статистичке службе за 2015. у вароши је живело 10.098 становника.
Статус насеља урбаног типа, односно варошице носи од 1961. године.

## Географија
Варошица Кузмоловски смештена је у централном делу Всеволошког рејона, на подручју Карелијске првлаке, на свега 10 километара северно од Санкт Петербурга. Често се сматра и петербуршким приградским насељем.
Рејонски центар град Всеволошка налази се на удаљености од око 41 километра.

## Историја
Тачан датум настанка данашњег насеља није познат, али на основу неких катастарских података село Кузмолово настало је током XIX века. У границама Всеволошког рејона је од 1954. године. До интензивнијег развоја села долази након отварања погона хемијске индустрије 1953. године.
У априлу 1961. дотадашње село Кузмолово добија званични административни статус урбаног насеља типа варошице, а истом одлуком насеље је преименовано у садашњи назив.

## Демографија
Према подацима са пописа становништва 2010. у вароши је живело 9.689 становника, док је према проценама националне статистичке службе за 2015. варошица имала 10.098 становника.
| 1939. | 1959. | 1970. | 1979.  | 1989.  | 2002. | 2010. | 2015.  |
| ----- | ----- | ----- | ------ | ------ | ----- | ----- | ------ |
| ---   | ---   | 6,970 | 10,268 | 10,435 | 9,725 | 9,689 | 10,098 |